# Mindenszentek-templom (Nemespann)

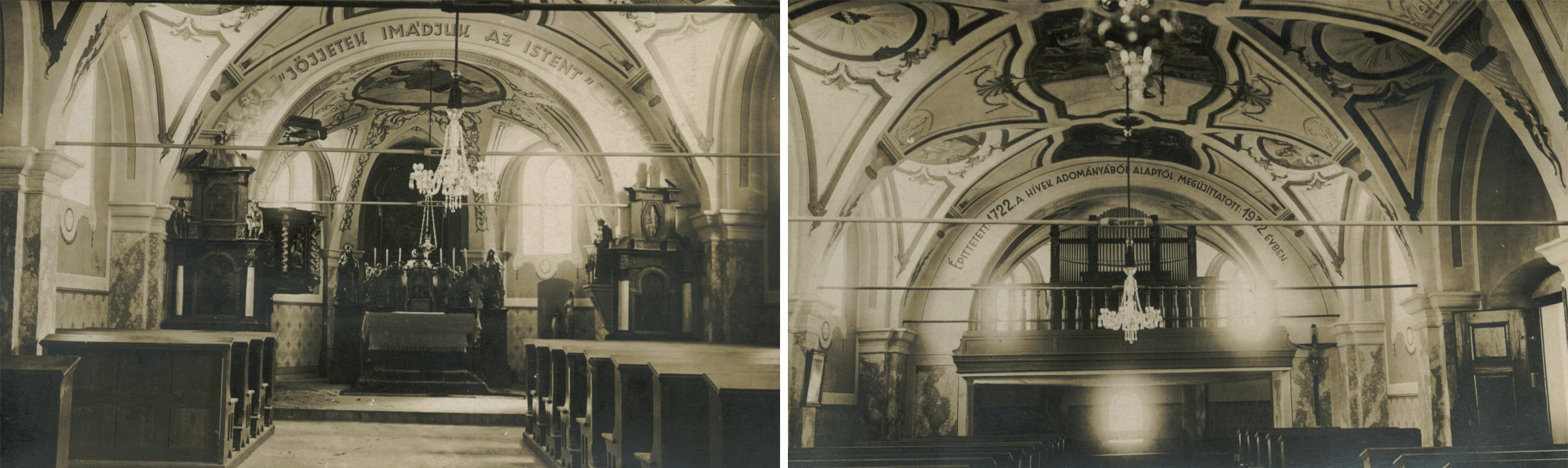
Az oltár és az orgona képe 1932-ből (Iskolatörténeti feljegyzések)

A nemespanni Mindenszentek-templom 1722-ben barokk stílusban épült Becskereky István plébános idejében. Zichy Ferenc főesperes jelentése szerint a templom építésekor az akkori nagycétényi templomhoz volt mérhető.
A hajóhoz két végén egy-egy hexagon kapcsolódik, oldalán pedig torony, melyen keresztül vezet ma a főbejárat. Későbbi feljegyzések szerint először a középső kupola állhatott, majd ehhez építették hozzá a szentély és a kórus részeit.
Értékes fa szószéke csavart oszlopokkal és a 4 evangélista alakjával valószínűleg az építés idejéből való. Keresztelőkútját a tudás fája díszítette, fedelén Krisztus keresztelését ábrázoló szoborcsoport volt klasszicista stílusban. Főoltárképét a 18. század elején festették. Mellékoltárai sem biztos, hogy ide készültek eredetileg, hiszen túlnyúlnak a számukra rendelkezésre álló téren. Feltételezhetően a 18. század 20-as éveiből valók. Az állítólag a nagyszombati könnyező Szűzanya képének másolata vélhetően már 1850-ben is a templom leltárában volt.
Fatornyát később az 1810-es évek közepén, esetleg végén emelhették vagy javíthatták, de csak 1847-ben épült falazott torony Endrődy Antal plébános idején. Állítólag az újravakolások során megtalálták a korábbi bejáratot is, mely még nem a torony alatt vezetett. A templomot 1875-1876-ban és 1932-33-ban is fölújították. Az előbbi festés idővel tönkrement és az 1906-os jókői epicentrumú földrengés is erősen megrongálta a templomot. Ekkor oszlopdíszeit erős támfalakra cserélték. Az utóbbi alkalommal került ide az új Rieger (2553. sz.) orgona, továbbá Massányi Ödön nyitrai festőművész és Enhoff István keze által új belső festést és színes ólomüveg ablakokat kapott a szentély. Az ablakok a brünni Jan Říha műhelyében készültek. Harangjait többször cserélték. Az első világháborúban a nagyharangot beolvasztották, majd 1924-ben Érsekújvárban öntöttek új harangot, illetve a megrepedt kisharangot 1929-ben lecserélték újabbra és felszentelték. A költségekre Simor Mór nagycétényi esperes is áldozott. 1949-ben, 1965-ben, 1983-ban, 1994-ben és 2006-2007-ben a templomot ismét fölújították. 2022 novemberében ünnepelték a templom 300 éves évfordulóját.
A templom 1963-tól nemzeti kulturális emlékként van nyilvántartva. A templom műemléki felmérése 1960-ból származik.
A körülötte lévő értékes 18–19. századi eredeti sírkövek az egykor itt élt családok fényét idézik. Sajnos egy részük a temetőrendezések és a halottas ház építése során eltűnt, vagy elpusztult.

## Képgaléria

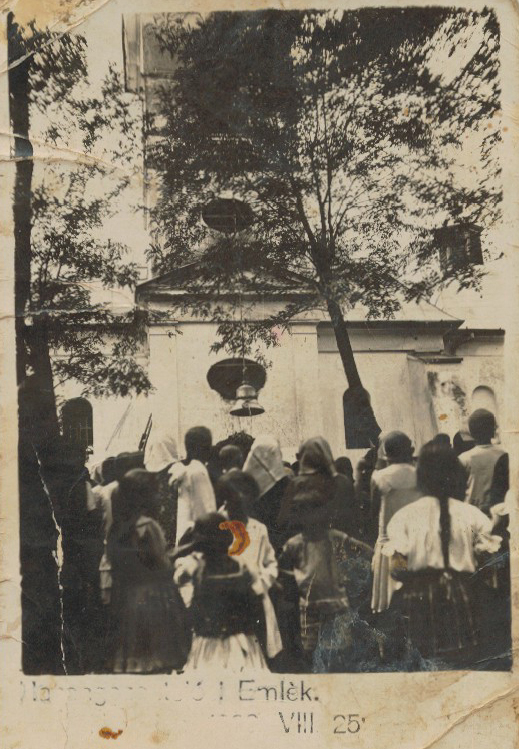
Harangszentelés 1929
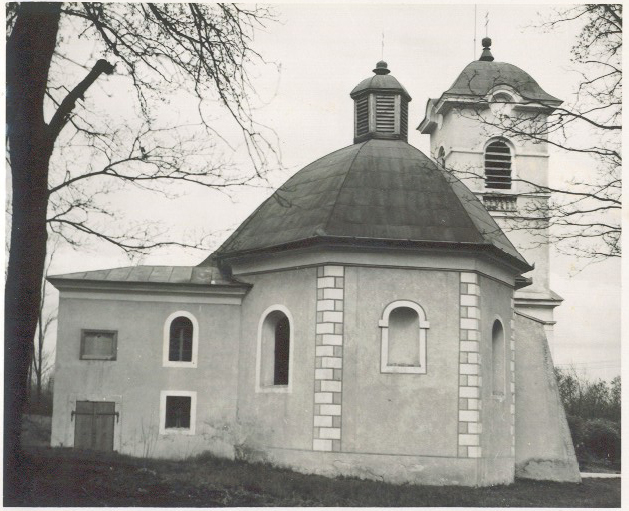
1965-ben a felújítás után
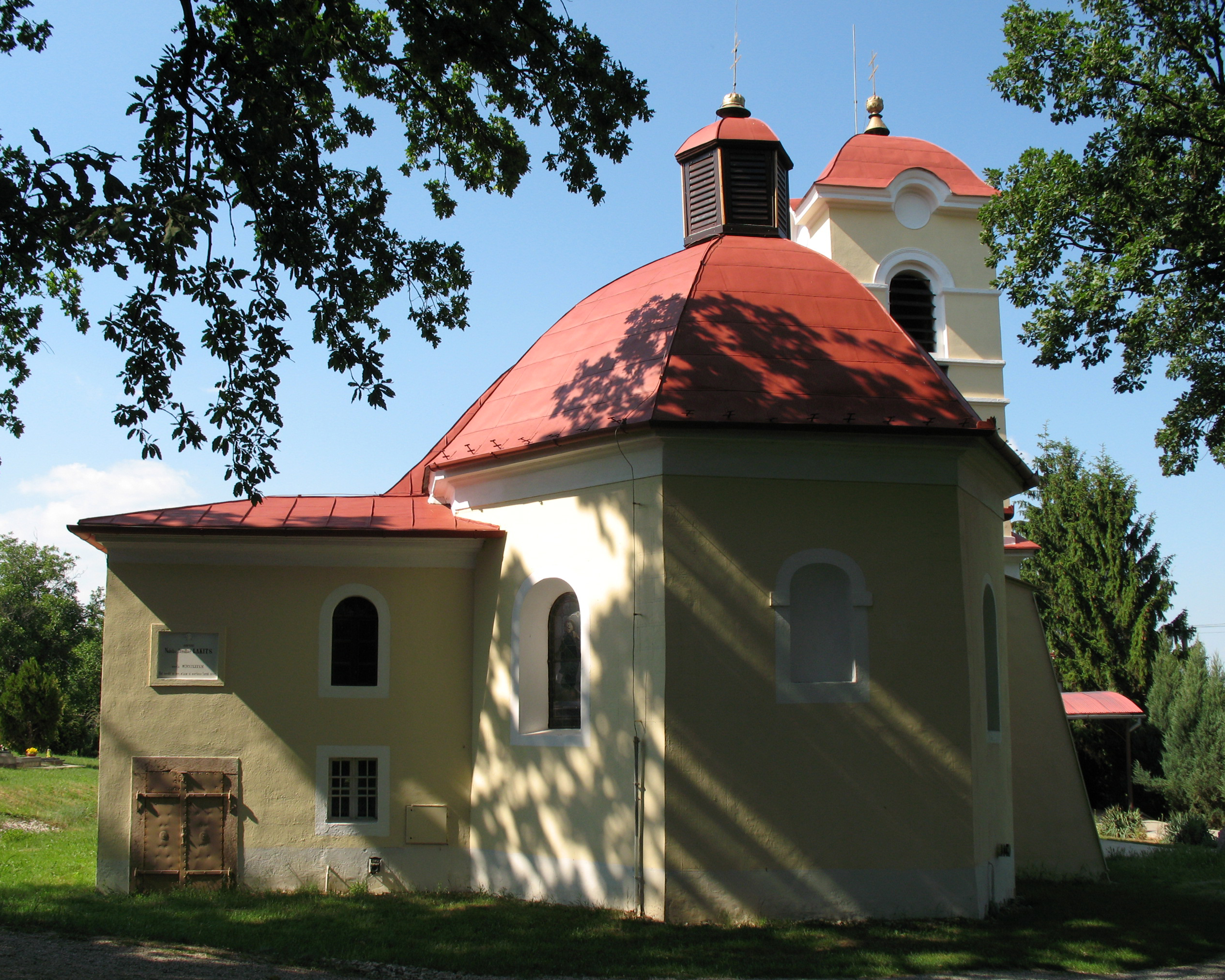
A templom oldala és kriptája
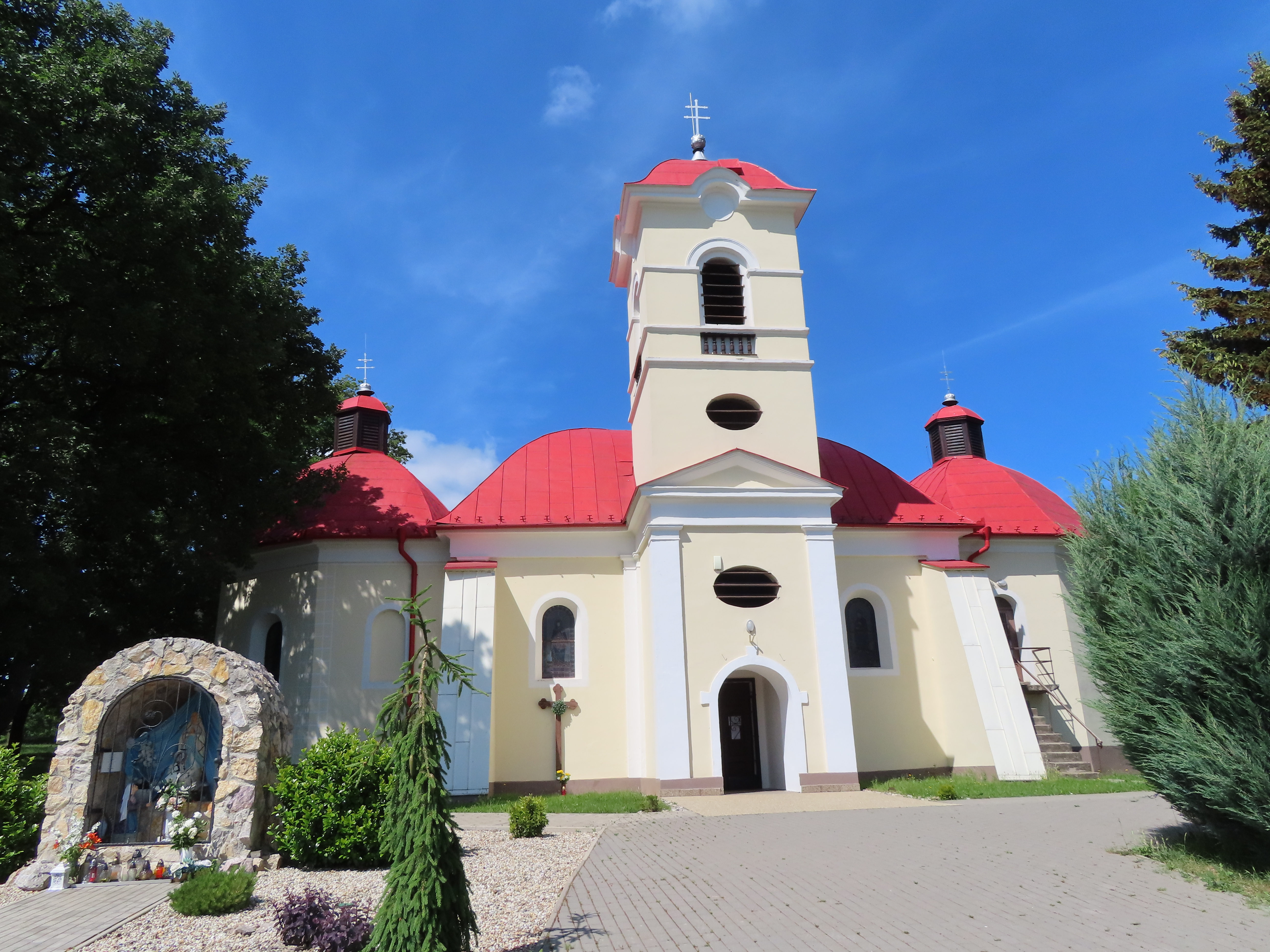
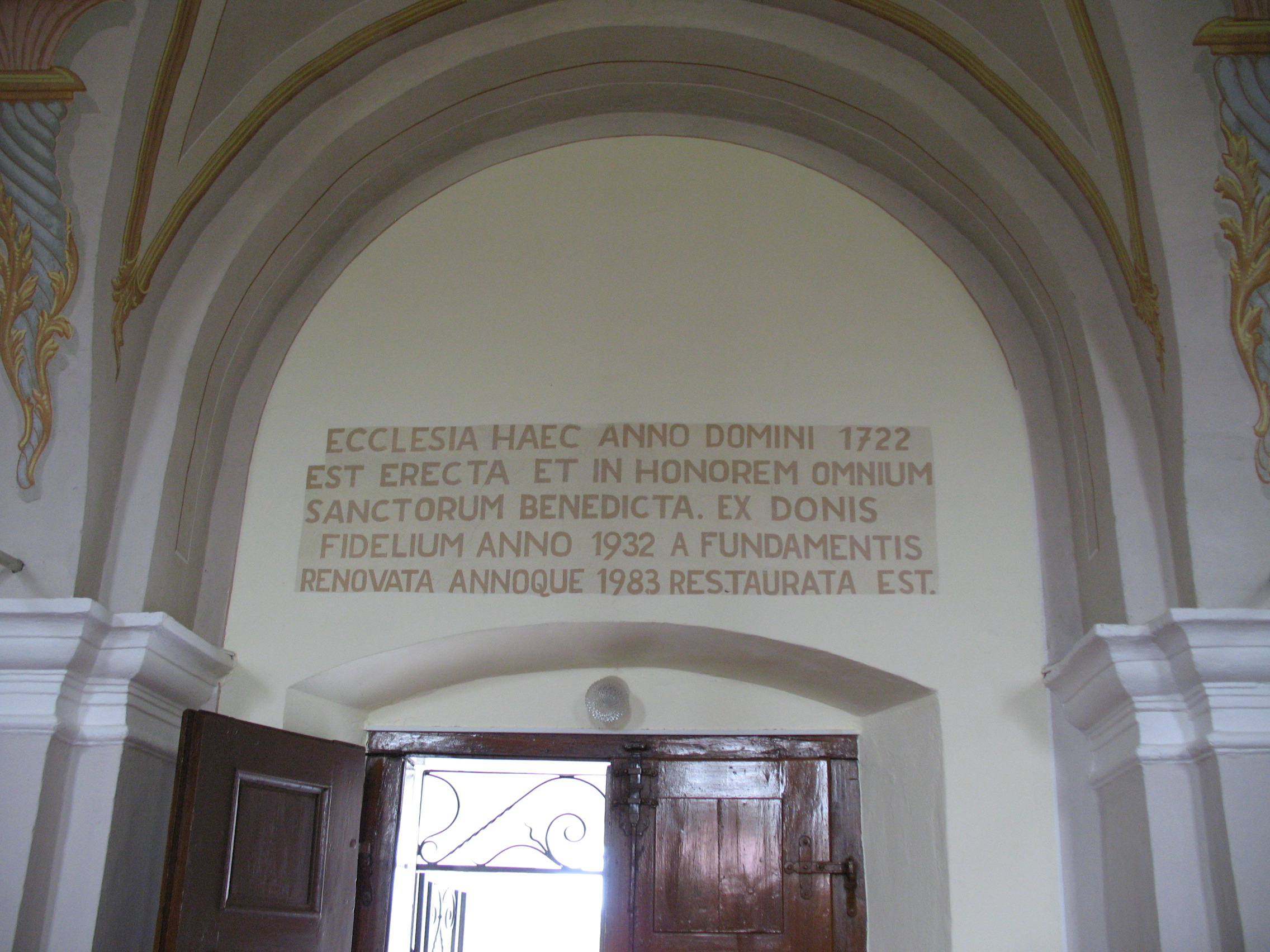
A bejárat feletti felirat
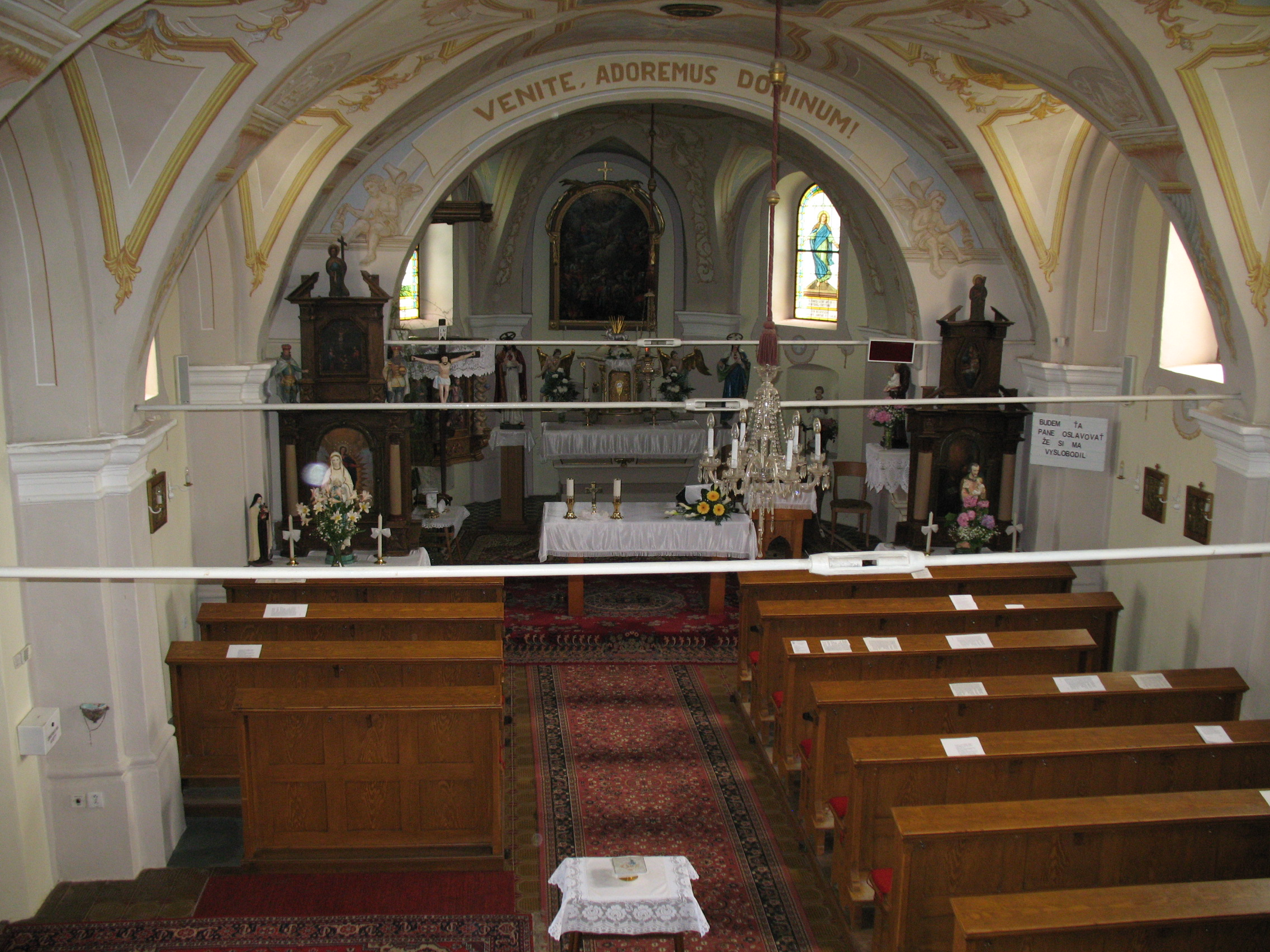
Templombelső
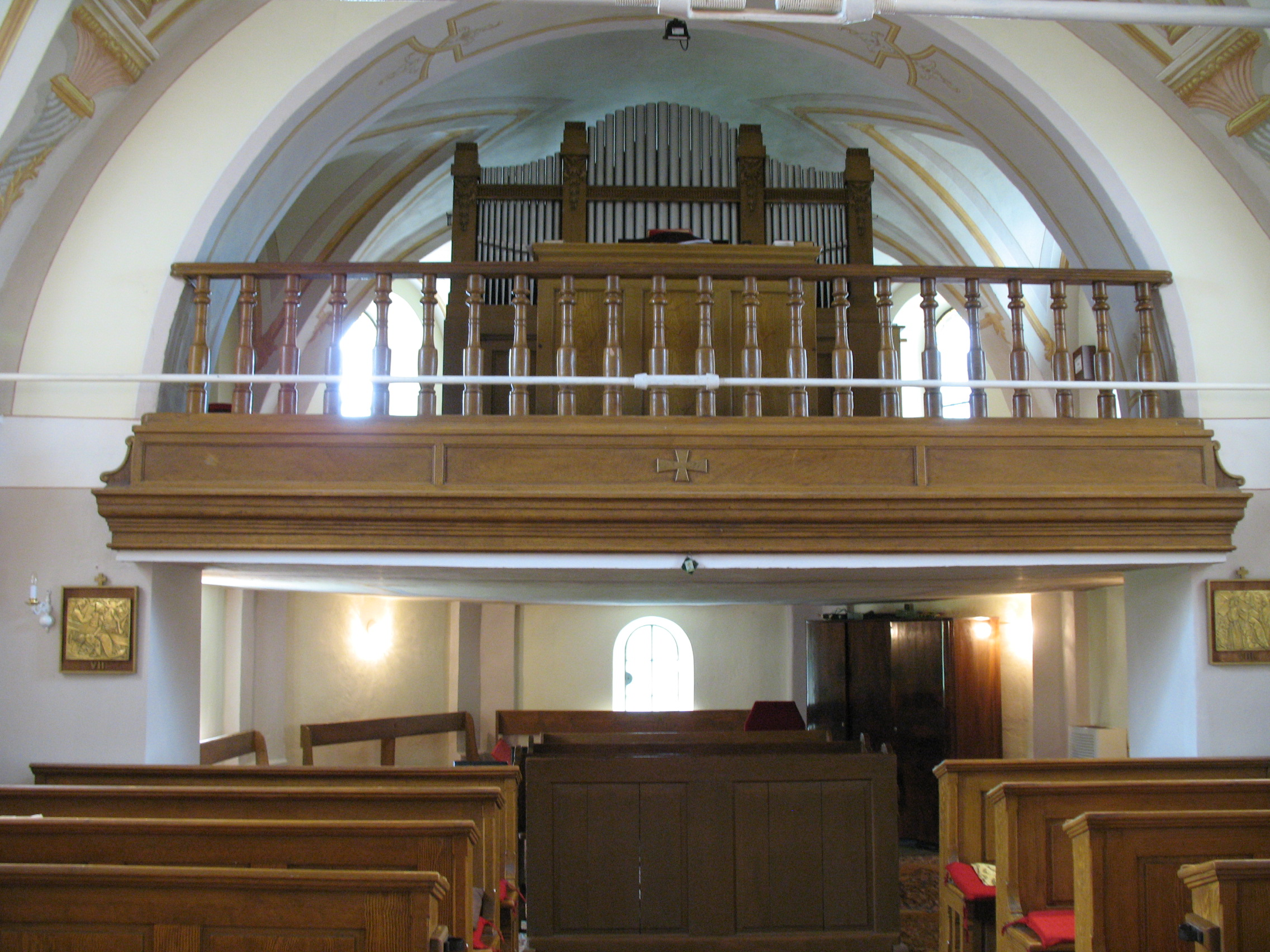
Az orgona a karzaton
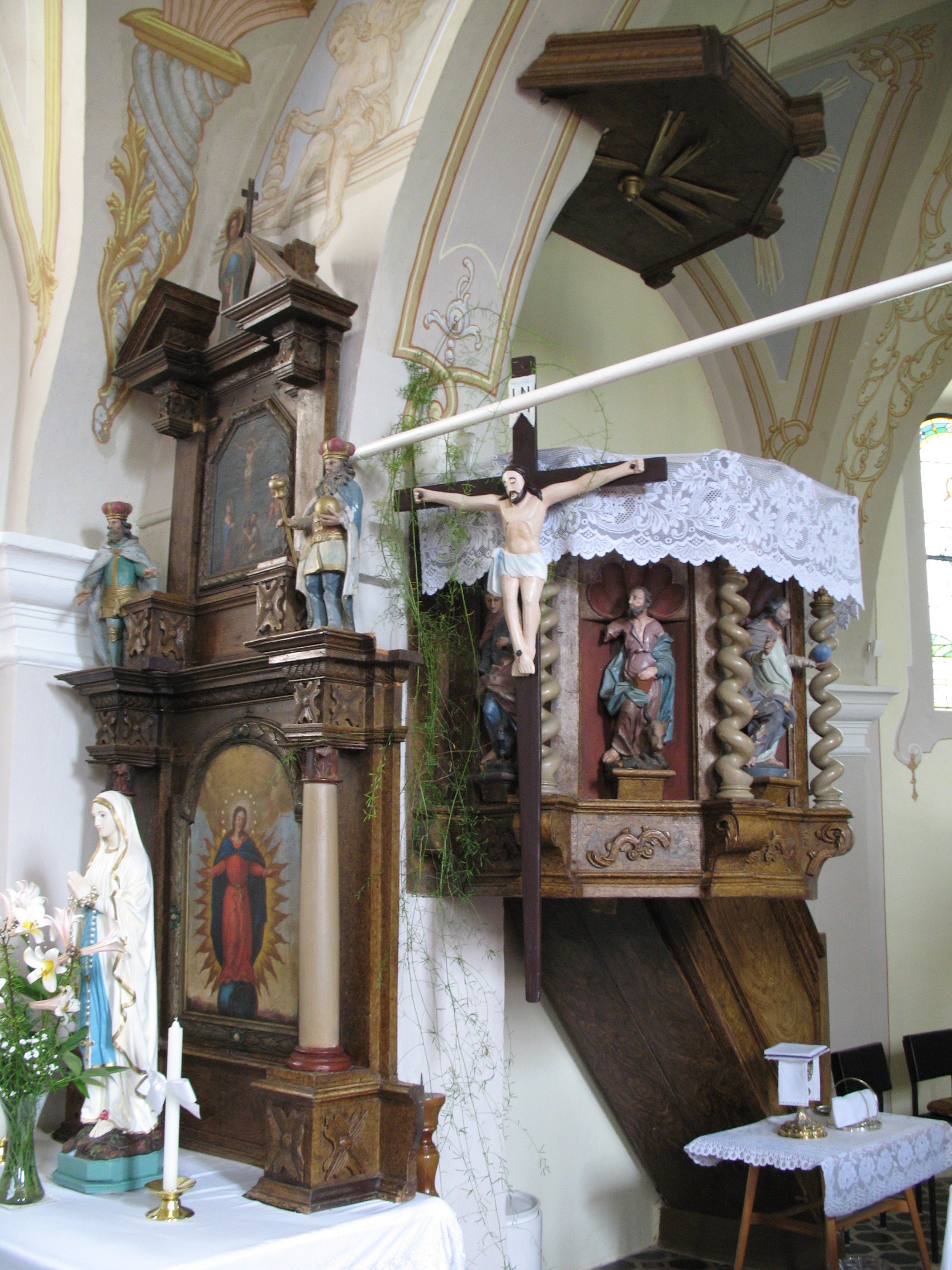
A szószék és a bal oldali mellékoltár
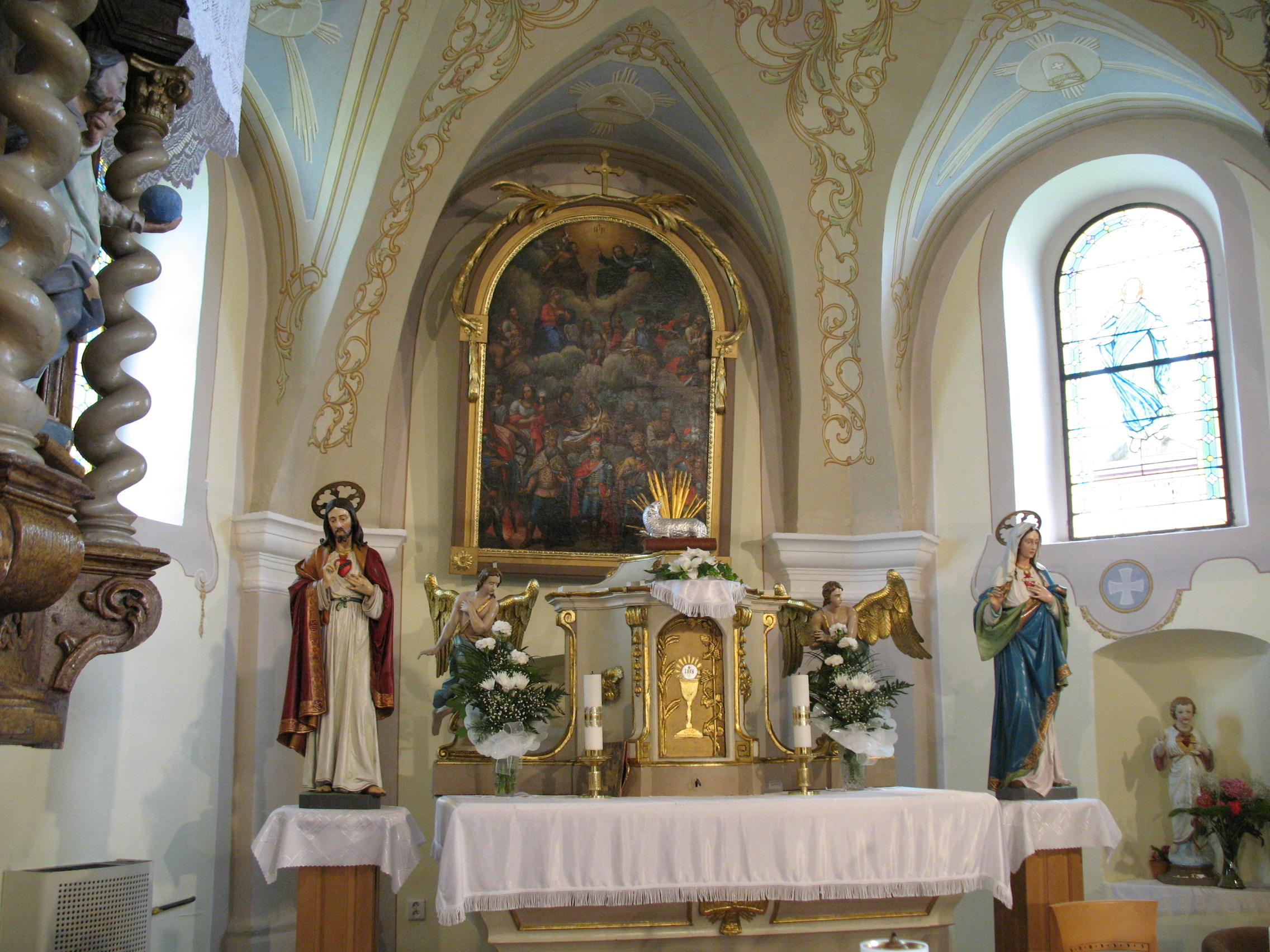
Az oltár 2009-ben
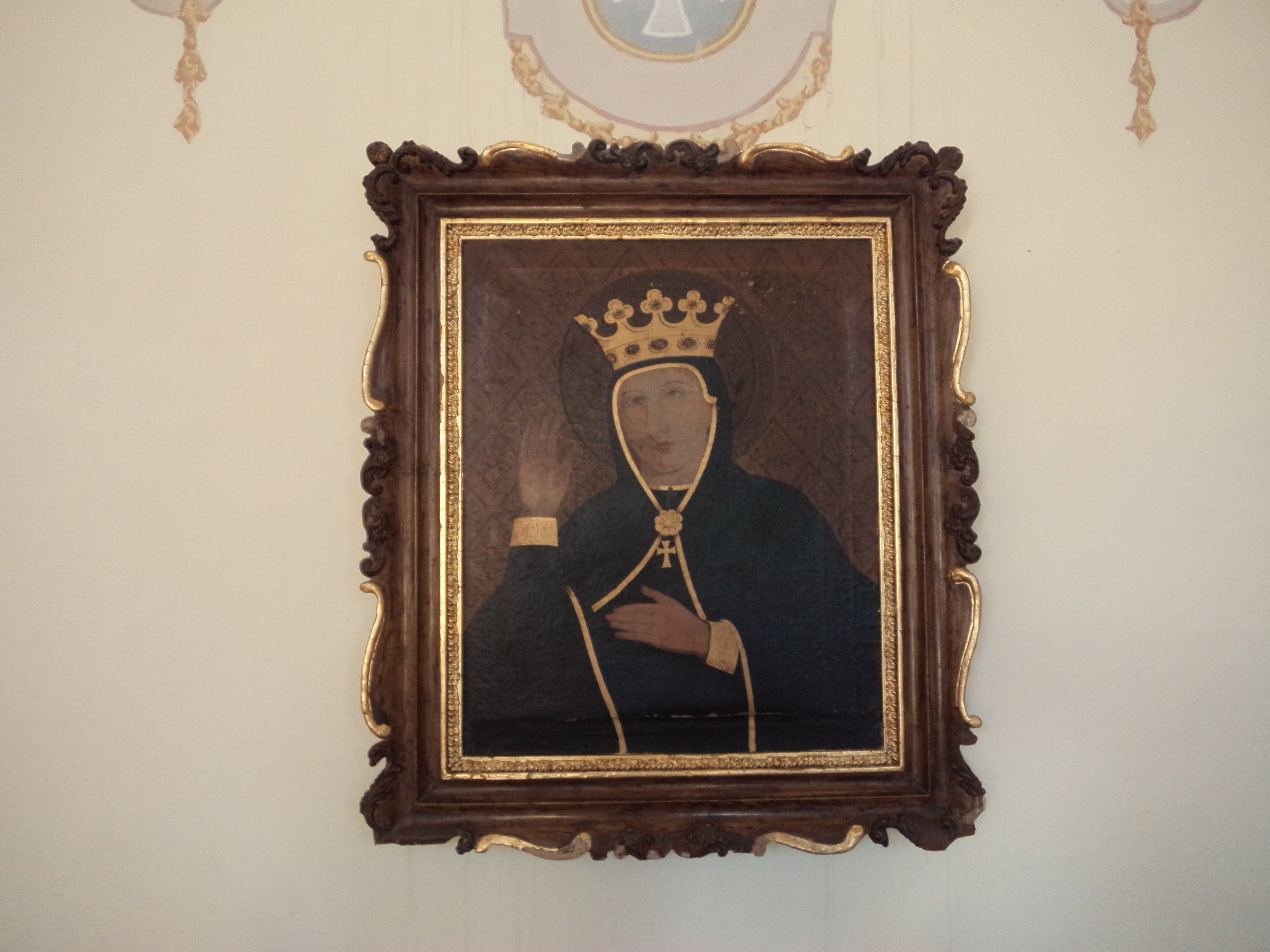
Szűzanya kegykép
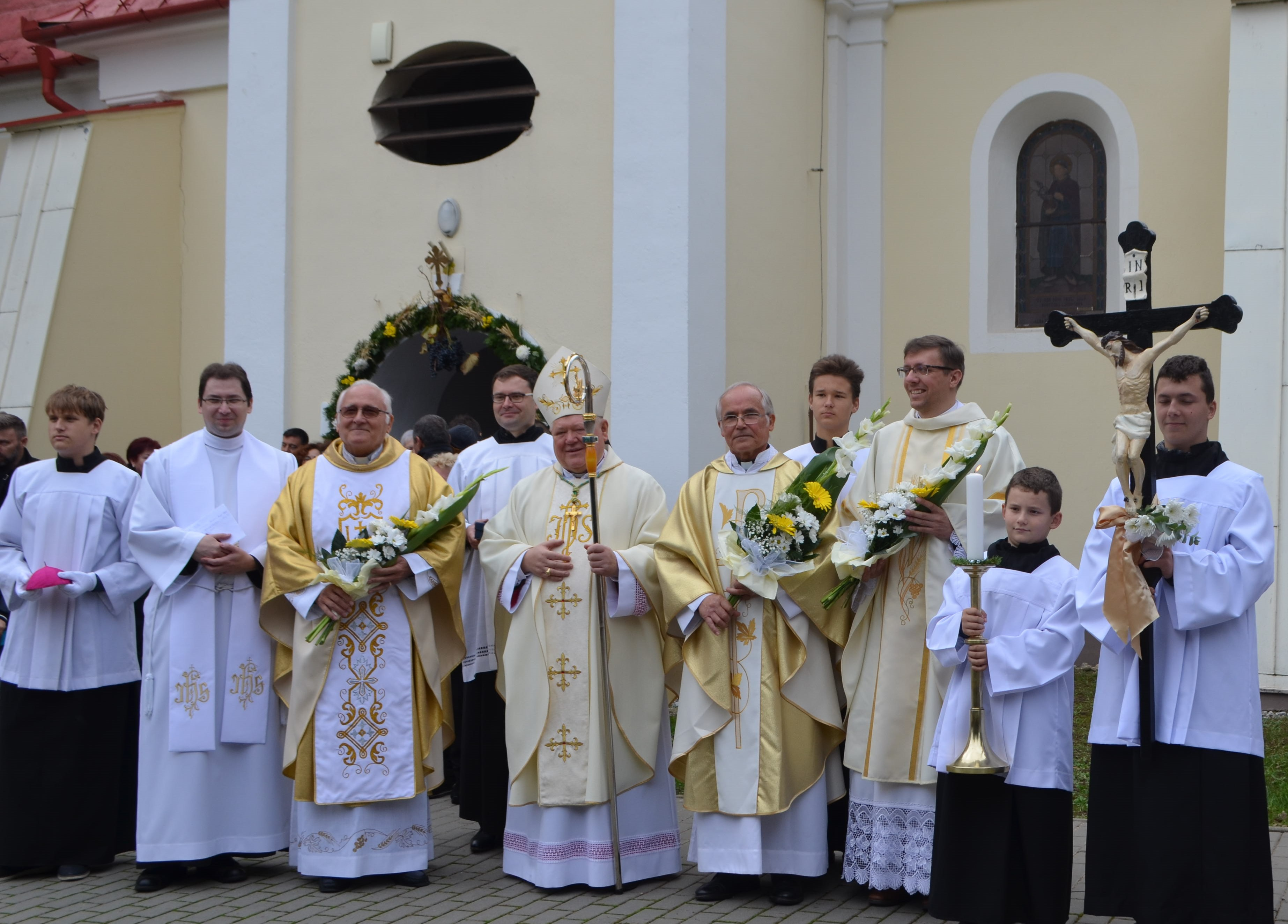
A templom építésének 300. évfordulója